# Gruszów (gmina Pałecznica)
Gruszów – wieś w Polsce położona w województwie małopolskim, w powiecie proszowickim, w gminie Pałecznica.
W latach 1975–1998 miejscowość należała administracyjnie do województwa kieleckiego.
| SIMC    | Nazwa      | Rodzaj    |
| ------- | ---------- | --------- |
| 0259420 | Podgaje    | część wsi |
| 0259436 | Samorządka | część wsi |
| 0259442 | Zosin      | część wsi |